# John Chambers (statisticien)
Pour les articles homonymes, voir John Chambers et Chambers.
John M. Chambers est un statisticien connu pour avoir créé dans les années 1970 le langage de programmation S. Il est aujourd'hui l'un des principaux membres du projet R, une implémentation libre du langage S. Lauréat du prix ACM du logiciel de 1998,, il remet la somme gagnée (10 000 $) à la société savante ASA. Il est honoré pour son départ à la retraite en 2005 par les laboratoires Bell pour quatre décennies consacrées à l'étude des statistiques théoriques et appliquées,.

## Activités diverses
De 1969 à 1971, il fait partie du comité consultatif d'informatique du programme d'évaluation des progrès dans le système éducatif américain.